# Clemens August Droste zu Senden
Clemens August Droste zu Senden (getauft 17. November 1745 in Senden; † 23. Juli 1772) war Domherr in Münster.

## Leben
Clemens August Droste zu Senden entstammte dem westfälischen Adelsgeschlecht Droste zu Senden. Er war der Sohn des Franz Moritz Arnold Droste zu Senden und dessen Gemahlin Mechthild Eleonora von Ledebur zu Wichel und Perutz. Sein Bruder Karl Friedrich war Domherr in Münster. Im Jahre 1759 gelangte Clemens August durch den Verzicht seines Großonkels Johann Karl Droste zu Senden in den Besitz einer Dompräbende in Münster. 1762, im Jahre der Fürstbischofswahl, verzichtete er zugunsten seines Onkels Christoph Balduin von Ledebur zu Wichel und Perutz auf seine Pfründe.